# Trstěnice (ort i Tjeckien, Karlovy Vary)
Trstěnice är en ort i Tjeckien.   Den ligger i regionen Karlovy Vary, i den västra delen av landet, 130 km väster om huvudstaden Prag. Trstěnice ligger 549 meter över havet och antalet invånare är 344.
Terrängen runt Trstěnice är varierad.Runt Trstěnice är det ganska tätbefolkat, med 86 invånare per kvadratkilometer. Närmaste större samhälle är Mariánské Lázně, 5,4 km norr om Trstěnice. Omgivningarna runt Trstěnice är en mosaik av jordbruksmark och naturlig växtlighet.